# Liga Élite Femenina de hockey línea 2020-21
La temporada 2020-21 de la Liga Élite Femenina de hockey línea es la máxima categoría del hockey con patines en línea en su categoría femenina en España. El torneo lo organiza la Real Federación Española de Patinaje (RFEP) y cuenta con la participación de 9 equipos.

## Equipos
| Club                         | Sede                | Comunidad autónoma   |
| ---------------------------- | ------------------- | -------------------- |
| CE Barcelona Tsunamis        | Barcelona           | Cataluña             |
| CHL Aranda de Duero          | Aranda de Duero     | Castilla y León      |
| CPL Fenix Madrid             | Madrid              | Madrid               |
| CPLV Munia Panteras          | Valladolid          | Castilla y León      |
| Club Patí Vila-real          | Villarreal          | Comunidad Valenciana |
| Hockey Club Rubí Cent Patins | Rubí                | Cataluña             |
| Espanya Hockey Club          | Mallorca            | Islas Baleares       |
| SAB Tucans ASME              | San Adrián de Besós | Cataluña             |
| Tres Cantos Patín Club       | Tres Cantos         | Madrid               |

## Clasificación

### Grupo 1
| | Equipo                       | Puntos | Bonus | J | G | E | P | GF | GC | DG  |
| --- | ---------------------------- | ------ | ----- | - | - | - | - | -- | -- | --- |
| 1 | Tres Cantos Patín Club       | 12     | 0     | 5 | 4 | 0 | 1 | 25 | 7  | 18  |
| 2 | CE Barcelona Tsunamis        | 10     | 0     | 5 | 3 | 1 | 1 | 17 | 9  | 8   |
| 3 | Hockey Club Rubí Cent Patins | 8      | 1     | 5 | 2 | 1 | 2 | 25 | 20 | 5   |
| 4 | CHL Aranda de Duero          | 0      | 0     | 5 | 0 | 0 | 5 | 8  | 39 | -31 |
| Fuente: Federación Española de Patinaje: Clasificación de la Liga Élite Femenina de hockey línea - Grupo 1; actualización automática |                              |        |       |   |   |   |   |    |    |     |

### Grupo 2
| | Equipo              | Puntos | Bonus | J | G | E | P | GF | GC | DG  |
| --- | ------------------- | ------ | ----- | - | - | - | - | -- | -- | --- |
| 1 | CPLV Munia Panteras | 21     | 1     | 8 | 6 | 2 | 0 | 42 | 8  | 34  |
| 2 | Club Patí Vila-real | 11     | 1     | 6 | 3 | 1 | 2 | 34 | 14 | 20  |
| 3 | SAB Tucans ASME     | 10     | 1     | 6 | 2 | 3 | 1 | 21 | 12 | 9   |
| 4 | RINK RAT CPL MADRID | 3      | 0     | 4 | 1 | 0 | 3 | 6  | 17 | -11 |
| 5 | Espanya Hockey Club | 0      | 0     | 6 | 0 | 0 | 6 | 3  | 55 | -52 |
| Fuente: Federación Española de Patinaje: Clasificación de la Liga Élite Femenina de hockey línea - Grupo 2; actualización automática |                     |        |       |   |   |   |   |    |    |     |